# Locomotiva FS 898
Le locomotive del gruppo 898 FS sono state delle locomotive a vapore già della Società delle Strade Ferrate della Lombardia e dell'Italia Centrale, poi delle Strade Ferrate dell'Alta Italia e infine delle Ferrovie dello Stato.
Si ritiene siano state le prime locomotive italiane costruite appositamente per il servizio di manovra

## Storia
Furono ordinate dalla Società delle Strade Ferrate della Lombardia e dell'Italia Centrale. Le prime due, numerate LOMB 601-602, furono costruite nel 1864; le ultime tre, numerate LOMB 603-605, furono costruite nel 1866.
La società fu poi assorbita dalla SFAI, e sotto di essa il gruppo dal 1874 al 1880 assunse le numerazioni 1101-1105, e dal 1880 al 1885 1412-1416.
Costituitasi la Rete Adriatica tutte costituirono il gruppo 200 RA, con la numerazione 2001-2005.
Nel 1905 passarono tutte alle FS e costituirono il primo gruppo 880 FS, con numerazione FS 8801-8805. Per le modeste doti di potenza e per l'età superiore alla vita economicamente utile (che per le locomotive a vapore era stimata in trent'anni) vennero destinate alla radiazione non appena fosse stato possibile.
Nel 1906, infine, venne istituito il gruppo FS 898, nel quale confluirono tutte assumendo la numerazione FS 8981-8985, mantenuta fino alla radiazione dal parco.
L'ultima unità, numerata FS 8982, già RA 2002, fu radiata nel 1920.

## Caratteristiche
Tipiche locomotive-tender di disegno ottocentesco, erano macchine a vapore saturo e semplice espansione, con due cilindri interni.
La caldaia aveva una lunghezza di 4.980 mm, con un diametro interno del corpo cilindrico massimo e minimo, rispettivamente, di 1.116 mm e 1.088 mm. Conteneva un volume d'acqua (misurata a 10 cm sopra il cielo del forno) di 1,8 m³ e un volume di vapore di 0,95 m³. La sua pressione di taratura era di 9 kg. La graticola del forno misurava di 1.049 x 944 mm, con una superficie (G) di 0,99 m². Il numero di tubi bollitori, del tipo liscio, era di 129, ciascuno del diametro di 50/45 mm e lunghezza tra le piastre estreme di 3.080 mm. La superficie di riscaldamento del fascio tubiero era di 56,18 m² e quella del forno sopra la graticola era di 5,42 m² (la superficie totale [S] era di 61,6 m²), con un rapporto S/G di 62,2.
Lo sforzo di trazione massimo era di 4.960 kg. Quello normale alla velocità di 30 km/h era di 2.430 kg. Quello alla partenza, con coefficiente di aderenza 1:7, era di 3.710 kg.
Il motore era costituito da 2 cilindri del diametro di 400 mm con corsa degli stantuffi di 460 mm: Il vapore veniva introdotto da cassetti piani, azionati da un meccanismo della distribuzione sistema Stephenson.
Erano dotate solo del freno a vuoto manuale e di un freno di stazionamento a vite.
Le casse d'acqua erano collocate a sella sopra la parte anteriore della caldaia e circondavano anche il duomo e il camino.
In origine il posto di manovra del macchinista e del fuochista era dotato solo di parapetti. In epoca successiva fu aggiunto un semplice tettuccio, probabilmente privo di paravento anteriore.

## Esercizio
Si ritiene che il gruppo sia stato destinato fin dall'origine al servizio di manovra, probabilmente negli impianti del nodo di Milano, e particolarmente di Milano Centrale, inaugurata nel 1864.
La locomotiva FS 8982, forse dal 1907, di certo dal 1912, era adibita alle manovre all'interno dell'Officina Grandi Riparazioni di Verona.

## Depositi
Nel Novecento l'8982, e forse anche le altre, era assegnata al deposito di Verona Porta Vescovo.